# Seznam brazilskih kardinalov
Seznam brazilskih kardinalov.
- 1905 – Joaquim Arcoverde de Albuquerque Cavalcanti (1850 - 1930) - Pernambuco >> Rio de Janeiro
- 1930 – Sebastião Leme da Silveira Cintra (1882 - 1942) - São Paulo >> Rio de Janeiro
- 1946 – Carlos Carmelo de Vasconcelos Motta (1890 - 1982) -  Minas Gerais, São Paulo >> 1964 Aparecida
- 1946 – Jaime de Barros Câmara (1894 - 1971) - Santa Catarina >> Rio de Janeiro
- 1953 – Augusto Álvaro da Silva (1876 - 1968) -  Pernambuco >> São Salvador da Bahia
- 1965 – Agnelo Rossi (1913 - 1995) -  São Paulo >> Vatikan
- 1969 – Alfredo Vicente Scherer (1903 - 1996) - Porto Alegre (Rio Grande do Sul)
- 1969 – Eugênio de Araújo Sales (1920 - 2012) - São Salvador da Bahia (Rio Grande do Norte) >> Rio de Janeiro
- 1973 – Avelar Brandão Vilela (1912 - 1986) - Alagoas >> São Salvador da Bahia
- 1973 – Frei Paulo Evarito Arns, O.F.M. (1921 - 2016) - Santa Catarina >> São Paulo
- 1976 – Frei Aloísio Lorscheider, O.F.M. (1924 - 2007) - Rio Grande do Sul >> Fortaleza > Aparecida (São Paulo)
- 1988 – José Freire Falcão (1925 - 2021) - Ceará >> Brasília
- 1988 – Frei Lucas Moreira Neves, O.P. (1925 - 2002) - Minas Gerais >> São Salvador da Bahia >> Vatikan
- 1998 – Serafim Fernandes de Araújo (1924 - 2019) -  Minas Gerais / Belo Horizonte
- 2001 – Frei Cláudio Hummes, O.F.M. (1934 - 2022) - Rio Grande do Sul >> São Paulo >> Vatikan
- 2001 – Geraldo Majella Agnelo (1933 - 2023) -  Minas Gerais >>São Salvador da Bahia
- 2003 – Eusébio Oscar Scheid, S.C.J. (1932 - 2021) -  Santa Catarina >> Rio de Janeiro
- 2007 - Odilo Pedro Scherer (1949 -) - Rio Grande do Sul >> São Paulo
- 2010 - Raymundo Damasceno Assis (1937 -) - Minas Gerais >> Aparecida (São Paulo)
- 2012 - João Braz de Aviz (1947 -) - Brasília >> Vatikan
- 2014 - Orani João Tempesta (1950 -) - São José do Rio Preto (São Paulo) >> Belém do Pará >> Rio de Janeiro
- 2016 - Sérgio da Rocha (1959 -) - Brasília >> São Salvador da Bahia
- 2022 - Leonardo Ulrich Steiner (1950 -) - Amazonas (Manaus)
- 2022 - Paulo Cezar Costa (1967 -) - Brasília
- 2024 - Jaime Splenger (1960 -) - Porto Alegre